# Ngwatsau
Ngwatsau est une ville du Botswana.